# Stephan Winter
Stephan Winter (* 28. Juni 1970 in Offenbach am Main) ist ein deutscher katholischer Theologe.

## Leben
Er studierte katholische Theologie und Philosophie an der PTH Sankt Georgen, Hochschule für Philosophie München, Ludwig-Maximilians-Universität München und Universität Münster. Er wurde bei Klaus Müller im Fach Philosophische Grundfragen der Theologie 2001 in Münster promoviert. Er wurde 2009 im Fach Liturgiewissenschaft habilitiert, die Venia legendi verliehen und zum Privatdozenten an der Katholisch-theologischen Fakultät der Universität Erfurt ernannt. Er ist Professor für Liturgiewissenschaft der PTH Münster. Seit 2001 ist er Liturgiereferent, später auch bis 2013 Fachbereichsleiter Gemeindepastoral im Bistum Osnabrück, seither auch Referent Johannes Wübbes. Seit dem Sommersemester 2020 ist er Inhaber des Lehrstuhls für Liturgiewissenschaft an der Katholisch-Theologischen Fakultät der Eberhard Karls Universität Tübingen. Er ist verheiratet und hat drei Kinder.
Seine Forschungsschwerpunkte sind Weiterentwicklung einer systematisch orientierten Theologie der Liturgie (v. a. aus der Perspektive liturgietheologischer Ästhetik) – derzeit Konzentration auf Reformulierung der Parameter einer Allgemeinen Sakramententheologie, christlich-rituelles Handeln innerhalb des pluralistischen Kontextes der entfalteten Moderne, Liturgie und Ethik, Grundfragen zu Theologie und Gestalt ökumenischer Gottesdienste und Liturgie- und Frömmigkeitsgeschichte des Bistums Osnabrück.

## Schriften (Auswahl)
- Eucharistische Gegenwart. Liturgische Redehandlung im Spiegel mittelalterlicher und analytischer Sprachtheorie (= Ratio fidei. Band 13). Pustet, Regensburg 2002, ISBN 3-7917-1823-1, (zugleich Dissertation, Münster 2001).
- mit Martin Stuflesser: Wo zwei oder drei versammelt sind. Was ist Liturgie? (= Grundkurs Liturgie. Band 1). Pustet, Regensburg 2004, ISBN 3-7917-1895-9.
- mit Martin Stuflesser: Wiedergeboren aus Wasser und Geist. Die Feiern des Christwerdens (= Grundkurs Liturgie. Band 2). Pustet, Regensburg 2004, ISBN 3-7917-1896-7.
- mit Martin Stuflesser: Geladen zum Tisch des Herrn. Die Feier der Eucharistie (= Grundkurs Liturgie. Band 3). Pustet, Regensburg 2004, ISBN 3-7917-1897-5.
- mit Martin Stuflesser: Erneuere uns nach dem Bild deines Sohnes. Die Feiern des Taufgedächtnisses, der Umkehr und der Versöhnung (= Grundkurs Liturgie. Band 4). Pustet, Regensburg 2005, ISBN 3-7917-1898-3.
- mit Martin Stuflesser: Gefährten und Helfer. Liturgische Dienste zwischen Ordination und Beauftragung (= Grundkurs Liturgie. Band 5). Pustet, Regensburg 2005, ISBN 3-7917-1899-1.
- mit Martin Stuflesser: Gieße deine Gnade aus. Segen – Feiern des bleibenden Zuspruchs Gottes (= Grundkurs Liturgie. Band 6). Pustet, Regensburg 2006, ISBN 3-7917-1900-9.
- als Herausgeber: „Das sei euer vernünftiger Gottesdienst“ (Röm 12,1). Liturgiewissenschaft und Philosophie im Dialog. Pustet, Regensburg 2006, ISBN 3-7917-1995-5.
- als Herausgeber mit Martin Stuflesser: „Ahme nach, was du vollziehst ...“. Positionsbestimmungen zum Verhältnis von Liturgie und Ethik (= Studien zur Pastoralliturgie. Band 32). Pustet, Regensburg 2009, ISBN 978-3-7917-2184-2.
- als Herausgeber mit Ralf Schlüter: Kirchen im Umbau. Neue Nutzungen kirchlicher Räume im Bistum Osnabrück. Verlag Dom Buchhandlung, Osnabrück 2015, ISBN 978-3-925164-74-3.
- Liturgie – Gottes Raum. Studien zu einer Theologie aus der lex orandi (= Theologie der Liturgie. Band 3). Pustet, Regensburg 2013, ISBN 3-7917-2491-6, (zugleich Habilitationsschrift, Erfurt 2009).
- als Herausgeber mit Thomas Dienberg: Mit Sorge – in Hoffnung. Zu Impulsen aus der Enzyklika Laudato si` für eine Spiritualität im ökologischen Zeitalter. Pustet, Regensburg 2020, ISBN 978-3-7917-3141-4.
- als Herausgeber mit Albert Gerhards: Leo Zogmayer, In Church.: Kunst für liturgische Räume. Schnell + Steiner, Regensburg 2020, ISBN 978-3-7954-3569-1.
- als Herausgeber mit Katharina Karl: Gott im Raum?! Theologie und spatial turn: aktuelle Perspektiven. Aschendorff, Münster 2021, ISBN 978-3-402-24699-3.
- als Herausgeber mit Nicole Stockhoff, Martin Stuflesser, Tobias Weyler: ,,Himmelwärts und ausgesandt...hinaus in alle Welt". Großgottesdienste als Thema der Liturgiewissenschaft. Aschendorff, Münster 2021, ISBN 978-3-402-24785-3.
- als Herausgeber zusammen mit Benedikt Kranemann: Im Aufbruch. Liturgie und Liturgiewissenschaft vor neuen Herausforderungen, Aschendorff, Münster 2022, ISBN 978-3-402-24824-9.
- als Herausgeber zusammen mit Stephan Steger, Martin Stuflesser, Marco Weis: Liturgie und Ekklesiologie: Reform des Gottesdienstes als Reform der Kirche, Pustet, Regensburg 2023, ISBN 978-3-791-73399-9.